# Gerard Cieślik
Pour les articles homonymes, voir Cieslik.
Gerard Cieslik est un footballeur puis entraîneur polonais, né le 29 avril 1927 et mort le 3 novembre 2013.

## Biographie
Il est l'avant-centre du Ruch Chorzów et de l'équipe de Pologne durant les années 1950.
Sous les couleurs de Chorzów, il termine deux fois meilleur buteur du championnat de Pologne de football en 1952 et 1953.
Avec l'équipe nationale, il inscrit 27 buts en 45 sélections entre 1947 et 1958. Il participe aux Jeux olympiques d'Helsinki en 1952.

## Palmarès
- Championnat de Pologne : 1951, 1952, 1953
- Coupe de Pologne : 1951